# Johann Heinrich von Mädler
Johann Heinrich von Mädler (Berlín, 29 de maig de 1794 - Hannover, 14 de març de 1874) va ser un astrònom alemany. És també l'inventor de la paraula «fotografia», el 1839.

## Biografia
Es va quedar orfe als 19 anys per un brot de tifus, i es va trobar responsable per cuidar de tres germanes menors. Va començar a donar classes com a tutor privat i d'aquesta manera ha conegut Wilhelm Beer, un ric banquer, el 1824.
El 1829, Beer va decidir crear un observatori privat amb un telescopi refractor de 95 mm fet per Joseph von Fraunhofer, i Mädlen va treballar allà. El 1830 es va començar a produir dibuixos de Mart, que més tard es van convertir en el primer mapa real d'aquest planeta. Ells van ser els primers a triar el que avui és conegut com a Sinus Meridiani com el primer meridià dels mapes de Mart.
Van fer una determinació preliminar del període de rotació de Mart, que contenia un error de gairebé 13 segons. Una determinació posterior, el 1837, contenia un error de només 1,1 segons.
També es van produir el primer mapa exacte de la Lluna, Mappa Selenographica, publicat en quatre volums entre 1834-1836. El 1837 una descripció de la Lluna (Der Mond) va ser publicada. Tots dos van ser les millors descripcions de la Lluna durant moltes dècades, no superada fins al mapa de Johann Friedrich Julius Schmidt a la dècada de 1870. Beer i Mädlen van arribar a la ferma conclusió que les característiques de la Lluna no canvien, i no hi ha cap atmosfera o l'aigua.
El 1836, Johann Franz Encke va nomenar Mädlen com observador a l'Observatori de Berlín, i ell va fer observacions amb el seu telescopi refractor de 240 mm. El 1840, Madlen va ser nomenat director de l'Observatori Dorpat (Tartu) d'Estònia, en substitució de Friedrich Wilhelm Struve, que s'havia traslladat a l'Observatori de Pulkovo. Va fer observacions meteorològiques així com astronòmiques. Va continuar les observacions d'estrelles dobles de Struve. Va romandre a Tartu fins que es va jubilar el 1865, i després va tornar a Alemanya.
A l'examinar el moviment propi de les estrelles, ell va venir amb la seva «Hipòtesi del Sol Central», segons la qual el centre de la galàxia es troba en el grup estel·lar de les Plèiades i que el Sol gira al voltant d'ella (de fet, és en la direcció de la constel·lació del Sagitari).
Ha publicat nombrosos treballs científics, entre els dos volums de la Història de l'Astronomia descriptiva el 1873. Per les seves contribucions científiques, els cràters Mädlen a la Lluna i Mädlen a Mart van ser anomenats en el seu honor.

## Obres
- Der Wunderbau des Weltalls oder populäre Astronomie. Berlín: 1841 (8. Aufl. 1865), avui en dia, encara és continuada per Littrow.
- Beobachtungen der Sternwarte zu Dorpat. Bd. 9–16. Dorpat: 1842–1866
- Die Centralsonne. Dorpat: 1846
- Untersuchungen über die Fixsternsysteme. 2 Bde. Mitau: 1847–1848
- Beiträge zur Fixsternkunde. Haarlem: 1855
- Die Eigenbewegungen der Fixtsterne. Dorpat: 1856
- Der Fixsternhimmel. Leipzig: 1858
- Reden und Abhandlungen über Gegenstände der Himmelskunde. Berlín: 1870
- Geschichte der Himmelskunde. 2 Bde. Braunschweig: 1872–1873